# Geise (Wattfläche)

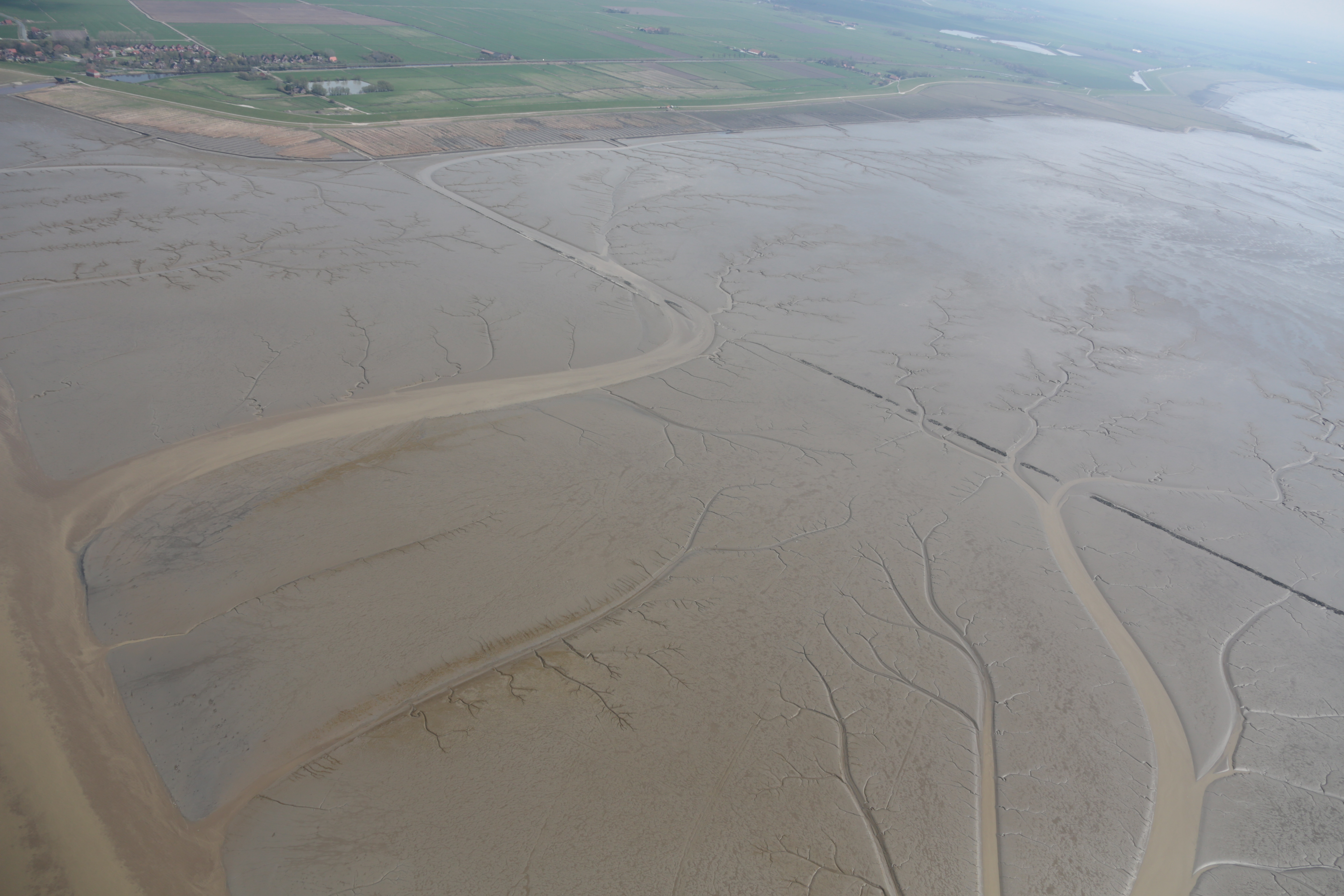
Wurzel der Geise von Nordwesten: Links unten Emsfahrwasser, links oben Pogum, rechts oben Dykshusen, schräg im Bild Stabilisierunsgbuhne

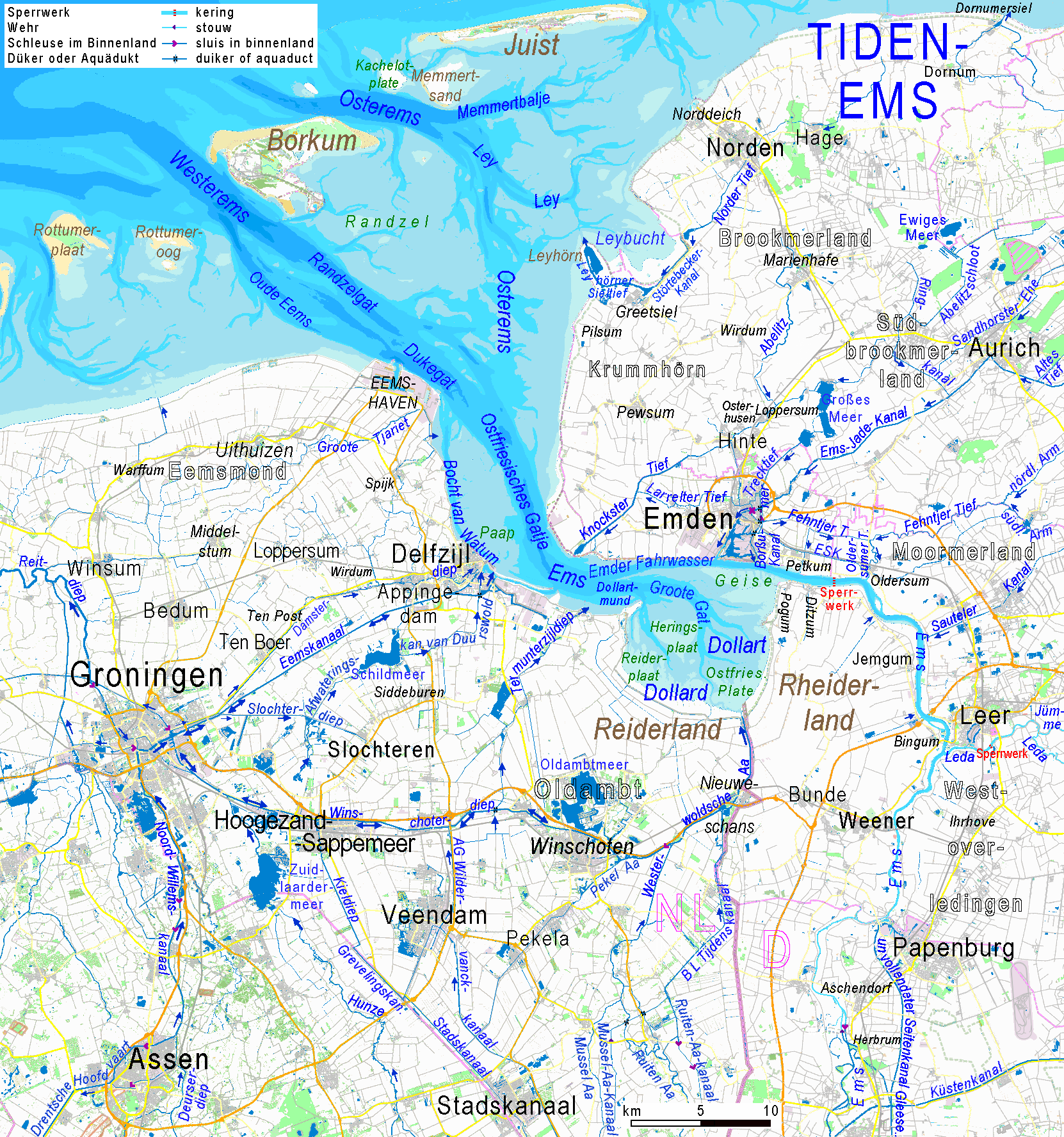
Der Dollart im Tidenbereich der Ems: Watt in blassen, Flächen unter dem Seekartennull in leuchtenden Blautönen; vor den Gezeiten abgeschirmte Gewässer gedeckt blau

Die Geise ist eine Wattfläche in der Tidenems. Sie bildet die südliche Begrenzung der Strömungsrinne der Ems, ab dem Emder Hafen auch Emder Fahrwasser genannt, und trennt sie vom Prielsystem der Dollartbucht. Ihre Nord-Süd-Ausdehnung misst bis zu drei Kilometern. In Ost-West-Richtung hat sie einschließlich des Geisesteert eine Länge von etwa 11 km. Diese Wattzunge ist überwiegend unter 1 km breit und ragt von Osten fast bis in die Mitte des 5 km langen Halses des Außenems, etwa 2 km westlich des Punt van Reide, der westlichen Begrenzung des Dollart. Die Dollartmündung (der „Dollartmund“, ndl.: „Dollardmond“) südlich des Geisesteert setzt sich ostwärts in die breite Rinne des Groote Gat fort.
Ihre Form hat die Geise unter langjähriger menschlicher Einwirkung gewonnen. Seit der Entstehung des Dollarts hat man anfangs durch eine Spundwand vergeblich versucht, eine Verlagerung des Emslaufs nach Süden zu verhindern, dann aber doch durch Buhnen und einen Damm erreicht, die Strömungen der Nähe des Nordufers zu konzentrieren und dadurch das nun leicht verlagerte Fahrwasser tief zu halten.
Der Osten der Geise südlich der Längsbuhne bildet zusammen mit südlich angrenzenden Flächen des Hoogsands und der Ostfriesischen Plate (insgesamt fast der gesamte deutsche Anteil am Dollart) eine Ruhezone des Nationalparks Niedersächsisches Wattenmeer.
Koordinaten: 53° 19′ 50″ N, 7° 10′ 35″ O